# Lányi Zsolt
Lányi Zsolt (Székelyudvarhely, 1929. július 2. – 2017. július 2.) politikus, országgyűlési képviselő, államtitkár.

## Élete
Erdélyi örmény felmenőkkel is rendelkező famíliába született. Családját 1937-ben a románok kiutasították Erdélyből, s Budapestre költöztek. 1945-ben belépett a Független Kisgazda-, Földmunkás- és Polgári Párt ifjúsági szervezetébe. 1956-ban újra megalapította a kisgazda párt újpesti alapszervezetét, és ő vette fel Torgyán Józsefet a pártba. 1988-ban ismét az FKGP tagja lett, ám 1989-ben kizárták, mert a vezetőséggel nem értett egyet, azonban 1992-ben visszavették a kisgazdák soraiba. Az 1994-es magyarországi országgyűlési választáson, a budapesti területi lista vezetőjeként mandátumhoz jutott. Négy évvel később, az 1998-as magyarországi országgyűlési választáson szintén a parlamenti helyet szerzett, az országgyűlés Honvédelmi és Rendészeti Bizottságának elnöke lett. 2000-ben összeveszett Torgyánnal, ezért 2001-ben kilépett a frakcióból később a pártból is. 2002-től az Újpesti TE tiszteletbeli elnökévé választották. 2002-ben felhagyott az aktív politikai szerepvállalással, s haláláig visszavonultan élt.

## Halála
88. születésnapján, 2017. július 2-án este hunyt el. Halála váratlanul érte a családját, mert előző nap egy lakodalomban is részt vett. Temetésére 2017. július 17-én került sor az Óbudai temetőben, római katolikus szertartás keretében. 
Lányi Zsolt temetéséről a következőképpen számolt be az Újpesti Torna Egylet hivatalos facebook-oldalán:

„Katonai tiszteletadás mellett helyeztük örök nyugalomra az Országgyűlés Honvédelmi Bizottságának volt elnökét, az Újpesti Torna Egylet társadalmi elnökét, Lányi Zsoltot. A szertartáson családja, barátai, parlamenti képviselőtársai, szurkolótársai mellett részt vett dr. Simicskó István honvédelmi miniszter is, aki Lányi Zsolt következetes őszinte emberi magatartását emelte ki, példaképül állítva minden következő nemzedéknek. Egyesületünk nevében többek mellett Ipacs Éva, Tóth András és dr. Tahon Róbert vett végső búcsút társadalmi elnökünktől, aki 15 éven keresztül szolgálta elkötelezetten az Újpesti Torna Egyletet.”